# Talk (rivista)
Talk è stata una rivista statunitense pubblicata dal 1999 al 2002. La rivista ebbe successo per le interviste alle celebrità. La rivista era un joint venture dalla compagnìa di Talk Media (Miramax) e Hearst Corporation. Hearst si occupò della produzione e distribuzione della rivista in edicola e degli abbonamenti mentre Talk Media delle vendite pubblicitarie, contenuti editoriali e marketing.

## Storia
Talk Media fu fondato nel luglio 1998 da Miramax Films, Tina Brown e Ron Galotti con lo scopo di pubblicare libri, la rivista Talk e programmi televisivi.